# Pákistán na Letních olympijských hrách 1960

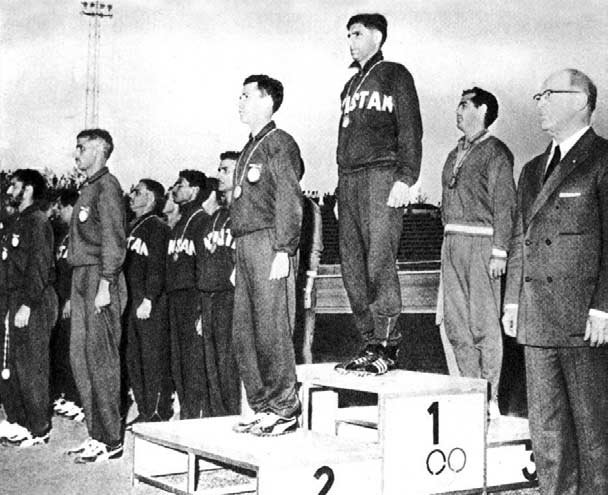
Stupně vítězů, Pákistán jako zlatý.

Pákistán se účastnil Letní olympiády 1960 v italském Římě. Zastupovalo ho 44 mužů v 7 sportech.

## Medailisté
| Medaile | Jméno | Sport         | Soutěž                   |
| ------- | --- | ------------- | ------------------------ |
| Zlato   | Mushtaq Ahmed Bashir Ahmed Noor Alam Khurshid Aslam Manzoor Hussain Atif Ahmed Naseer Bunda Abdul Hamid Abdul Waheed Khan Anwar Ahmed Khan Moti Ullah Khan Habib Ali Kiddie Abdul Rashid Ghulam Rasool | Pozemní hokej | turnaj mužů              |
| Bronz   | Muhammad Bashir | Zápas         | muži volný styl do 73 kg |